# Bandes d'invasion

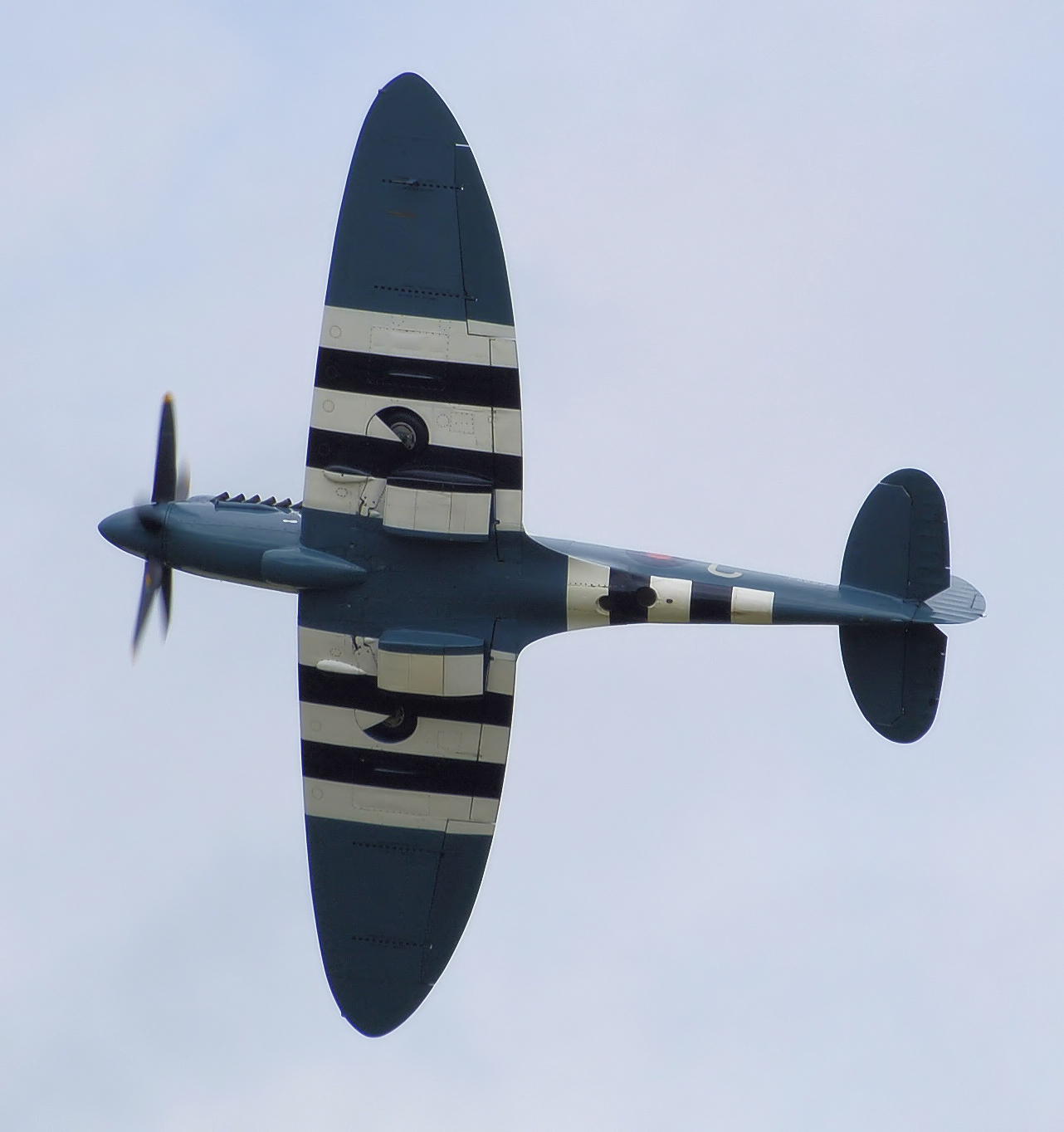
Un Supermarine Spitfire arborant les bandes d'invasion.

Les bandes d'invasion (en anglais : invasion stripes) étaient une marque de reconnaissance adoptée pendant le Débarquement de Normandie en juin 1944 pour identifier les appareils Alliés et limiter les éventuels tirs amis. Son efficacité ayant été prouvée, ce marquage fut conservé sur certains avions alliés jusqu'à la capitulation du Troisième Reich en mai 1945, soit près d'un an, alors qu'il était initialement censé être temporaire.
La peinture consistait en cinq bandes blanches et noires alternées. Elle ne se substituait pas aux cocardes et autres marques de nationalités. Ce type de marquage distinctif fut repris lors de la guerre de Corée par exemple (une large bande jaune encadrée par deux étroites bandes noires), ou durant l'expédition de Suez en 1956 (cinq bandes jaunes et noires de largeur égale).
L'utilisation des bandes de reconnaissance fut imaginée pour faciliter la reconnaissance des avions alliés. L'Air chief marshal Sir Trafford Leigh-Mallory, alors commandant de toutes les forces aériennes alliées sur le front européen, approuva le concept le 17 mai 1944. Le premier test eut lieu durant l'opération Overlord le 1er juin 1944, afin de familiariser l'équipage des bateaux avec le nouveau marquage, mais pour des raisons de sécurité, l'utilisation des bandes de reconnaissance ne fut pas effective avant le 3 juin 1944 pour les avions de transport, et avant le 4 juin 1944 pour les chasseurs et les bombardiers.

## Description du marquage
Comme susmentionné, le marquage consiste en une alternance de cinq bandes noires et blanches. Sur les avions monomoteurs, chaque bande était de 46 cm de largeur, placée 15 cm à l'intérieur des cocardes sur les ailes et 46 cm sur le fuselage. Elles ne devaient pas recouvrir les cocardes de nationalité et les numéros de série. Sur les avions multimoteurs, chaque bande était de 61 cm de largeur, placées à l'extérieur des nacelles des moteurs sur les ailes, et 46 cm sur le fuselage.
Dans la plupart des cas, les avions étaient peints par les personnels au sol, avec seulement quelques heures de préparation, certaines bandes étaient "masquées", ce qui signifie que ces bandes étaient protégées par un masque liquide pour ne pas être détériorées. Cependant, la plupart des bandes n'étaient pas masquées donc elles étaient souvent loin d'être propres et nettes.

## Opération Starkley
Les bandes de reconnaissance, pour cette opération de diversion de 2 jours en 1943, furent placées de différentes manières. Les bandes de reconnaissance étaient d'abord noires en partant du bout de l'aile, jusqu'à l'endroit où la corde de l'aile était d'environ 15 mètres. Ensuite 4 bandes alternant blanc et noir se suivaient. Cet enchaînement se trouvait sur la surface supérieure ainsi que sur la surface inférieure. Elles étaient appliquées pour tous les avions volant à basse altitude. Pour les avions monomoteurs, les bandes avaient une largeur d'environ 48 cm. Pour les avions bimoteurs, comme le Westland Whirlwind, les bandes avaient une largeur d'environ 61 cm.

## Hawker Typhoon
Les bandes noires et blanches furent appliquées en premier sur le Hawker Typhoon et les premiers Hawker Tempest Mark Vs. Ces avions avaient un profil similaire à celui du Focke-Wulf Fw 190 et les bandes furent donc ajoutées pour aider à la reconnaissance durant les combats. Cet ordre fut promulgué le 5 décembre 1942. Les bandes étaient d'abord appliquées par l'unité avant d'être rapidement peintes directement en usine. Quatre bandes noires d'une largeur de 30 cm étaient séparées par 3 bandes blanches d'une largeur de 61 cm, en partant de l'origine de l'aile sur la surface inférieure de celle-ci. Au début de l'année 1943, le Typhoon avait également une bande jaune, d'une largeur de 46 cm, sur le dessus de l'aile. Le 7 février 1944, tous ces marquages sont officiellement abandonnés.

## Le Jagdverband 44 de la Luftwaffe
Les chasseurs de la Luftwaffe, faisant partie de l'escadron Jagdverband 44, opéraient à la fin de la guerre. Cet escadron possédait un grand nombre de chasseurs Focke-Wulf Fw 190 afin de protéger les unités de Messerschmitt Me 262 durant le décollage et l'atterrissage, qui se trouvaient être les moments où les avions étaient les plus vulnérables à l'attaque de chasseurs. Les chasseurs Fw 190D de la Platzshutzstaffel (l'escadron de protection aérienne) utilisaient donc un schéma rouge vif, avec de fines bandes blanches, se situant sous l'aile et le fuselage afin de pourvoir identifier ces avions en tant qu'allié. Ces bandes ont été utilisées pour les mêmes raisons qui ont poussé les Alliés à utiliser des bandes de reconnaissance durant l'Opération Overlord 10 mois plus tôt en Normandie.